# Quân hàm Ukraina
Hệ thống cấp bậc quân sự của Ukraina hay Quân hàm Ukraina, được thành lập vào tháng 3 năm 1992 sau khi Ukraina thông qua luật "Về nghĩa vụ quân sự phổ thông và quân nhân chuyên nghiệp". Cơ cấu cấp bậc của Lực lượng vũ trang Ukraina ban đầu tương ứng với cơ cấu cấp bậc quân hàm chung của Liên Xô. Sau đó, hệ thống cấp bậc này đã được nhiều lần cải tổ và đến năm 2022, đã được điều chỉnh theo tiêu chuẩn hệ thống cấp bậc quân sự của NATO.
Lực lượng vũ trang Ukraina có hai dạng cấp bậc - của Lục quân, dành cho lực lượng mặt đất và trên không, và của Hải quân. Ukraina đã loại bỏ hậu tố "hàng không" trong danh xưng cấp bậc của lực lượng không quân và vào năm 2016, hậu tố "Cận vệ" cũng chính thức bị loại bỏ. Các hậu tố trong danh xưng cấp bậc được sử dụng cho các quân nhân trong các ngành quân pháp, quân y hoặc thú y tương ứng. Ngoài ra, các hậu tố "dự bị" hoặc "hồi hưu" cũng sẽ được sử dụng trong danh xưng cấp bậc của các quân nhân dự bị hoặc đã nghỉ hưu.

## Hệ thống quân hàm hiện tại

### Tiêu chuẩn NATO STANAG 2116
Vào ngày 17 tháng 10 năm 2019, Quốc hội Ukraine đã thông qua việc thay đổi cơ cấu cấp bậc của quân nhân để phù hợp với tiêu chuẩn NATO STANAG 2116. Sự thay đổi được thực hiện với cuộc cải cách quân đội năm 2020. Một số danh xưng cấp bậc trong Quân đội Ukraina bị bãi bỏ theo Luật nr. 680-IX, vào ngày 1 tháng 10 năm 2020. Trên thực tế, chúng được thay đổi danh xưng cho gần tương đồng hệ thống cấp bậc của NATO.

### Lực lượng Mặt đất, Phòng vệ Lãnh thổ, Tác chiến Đặc biệt và Đổ bộ Đường không
Sĩ quan
Bản mẫu:Quân hàm và phù hiệu Lục quân Phi NATO/OF/Ukraina
| Nhóm cấp bậc | Cấp soái | Cấp soái | Cấp tướng | Cấp tướng | Cấp tướng | Cấp tướng | Cấp tướng | Cấp tướng | Cấp tướng | Cấp tướng | Cấp tá | Cấp tá | Cấp tá | Cấp tá | Cấp tá | Cấp tá | Cấp úy | Cấp úy | Cấp úy | Cấp úy | Cấp úy | Cấp úy | Cấp úy | Cấp úy | Học viên sĩ quan | Học viên sĩ quan | Học viên sĩ quan | Học viên sĩ quan | Học viên sĩ quan | Học viên sĩ quan | Học viên sĩ quan | Học viên sĩ quan | Học viên sĩ quan | Học viên sĩ quan | Học viên sĩ quan | Học viên sĩ quan |
| ------------ | -------- | -------- | --------- | --------- | --------- | --------- | --------- | --------- | --------- | --------- | ------ | ------ | ------ | ------ | ------ | ------ | ------ | ------ | ------ | ------ | ------ | ------ | ------ | ------ | ---------------- | ---------------- | ---------------- | ---------------- | ---------------- | ---------------- | ---------------- | ---------------- | ---------------- | ---------------- | ---------------- | ---------------- |

Hạ sĩ quan và binh sĩ
Bản mẫu:Quân hàm và phù hiệu Lục quân Phi NATO/OR/Ukraina
| Nhóm cấp bậc | Cấp hạ sĩ quan cấp cao | Cấp hạ sĩ quan cấp cao | Cấp hạ sĩ quan cấp cao | Cấp hạ sĩ quan cấp cao | Cấp hạ sĩ quan cấp cao | Cấp hạ sĩ quan cấp cao | Cấp hạ sĩ quan cấp cao | Cấp hạ sĩ quan cấp cao | Cấp hạ sĩ quan cấp cao | Cấp hạ sĩ quan cấp cao | Cấp hạ sĩ quan cấp cao | Cấp hạ sĩ quan cấp cao | Cấp hạ sĩ quan cấp cao | Cấp hạ sĩ quan cấp cao | Cấp hạ sĩ quan cấp cao | Cấp hạ sĩ quan cấp cao | Cấp hạ sĩ quan cấp cao | Cấp hạ sĩ quan cấp cao | Cấp hạ sĩ quan cấp cao | Cấp hạ sĩ quan cấp cao | Cấp hạ sĩ quan cấp cao | Cấp hạ sĩ quan cấp cao | Cấp hạ sĩ quan cấp thấp | Cấp hạ sĩ quan cấp thấp | Cấp hạ sĩ quan cấp thấp | Cấp hạ sĩ quan cấp thấp | Cấp hạ sĩ quan cấp thấp | Cấp hạ sĩ quan cấp thấp | Cấp binh | Cấp binh | Cấp binh | Cấp binh | Cấp binh | Cấp binh | Cấp binh | Cấp binh |
| ------------ | ---------------------- | ---------------------- | ---------------------- | ---------------------- | ---------------------- | ---------------------- | ---------------------- | ---------------------- | ---------------------- | ---------------------- | ---------------------- | ---------------------- | ---------------------- | ---------------------- | ---------------------- | ---------------------- | ---------------------- | ---------------------- | ---------------------- | ---------------------- | ---------------------- | ---------------------- | ----------------------- | ----------------------- | ----------------------- | ----------------------- | ----------------------- | ----------------------- | -------- | -------- | -------- | -------- | -------- | -------- | -------- | -------- |

### Không quân
Sĩ quan
Bản mẫu:Quân hàm và phù hiệu Không quân Phi NATO/OF/BlankBản mẫu:Quân hàm và phù hiệu Không quân Phi NATO/OF/Ukraine
Hạ sĩ quan và binh sĩ
Bản mẫu:Ranks and Insignia of Non NATO Air Forces/OR/Ukraine
| Nhóm cấp bậc | Cấp hạ sĩ quan cấp cao | Cấp hạ sĩ quan cấp cao | Cấp hạ sĩ quan cấp cao | Cấp hạ sĩ quan cấp cao | Cấp hạ sĩ quan cấp cao | Cấp hạ sĩ quan cấp cao | Cấp hạ sĩ quan cấp cao | Cấp hạ sĩ quan cấp cao | Cấp hạ sĩ quan cấp cao | Cấp hạ sĩ quan cấp cao | Cấp hạ sĩ quan cấp cao | Cấp hạ sĩ quan cấp cao | Cấp hạ sĩ quan cấp cao | Cấp hạ sĩ quan cấp cao | Cấp hạ sĩ quan cấp cao | Cấp hạ sĩ quan cấp cao | Cấp hạ sĩ quan cấp cao | Cấp hạ sĩ quan cấp cao | Cấp hạ sĩ quan cấp cao | Cấp hạ sĩ quan cấp cao | Cấp hạ sĩ quan cấp cao | Cấp hạ sĩ quan cấp cao | Cấp hạ sĩ quan cấp thấp | Cấp hạ sĩ quan cấp thấp | Cấp hạ sĩ quan cấp thấp | Cấp hạ sĩ quan cấp thấp | Cấp hạ sĩ quan cấp thấp | Cấp hạ sĩ quan cấp thấp | Cấp binh | Cấp binh | Cấp binh | Cấp binh | Cấp binh | Cấp binh | Cấp binh | Cấp binh |
| ------------ | ---------------------- | ---------------------- | ---------------------- | ---------------------- | ---------------------- | ---------------------- | ---------------------- | ---------------------- | ---------------------- | ---------------------- | ---------------------- | ---------------------- | ---------------------- | ---------------------- | ---------------------- | ---------------------- | ---------------------- | ---------------------- | ---------------------- | ---------------------- | ---------------------- | ---------------------- | ----------------------- | ----------------------- | ----------------------- | ----------------------- | ----------------------- | ----------------------- | -------- | -------- | -------- | -------- | -------- | -------- | -------- | -------- |

### Hải quân

#### Lực lượng hạm đội
Sĩ quan
| Shoulder insignia |  |  |  |  |  |  |  |  |  |  |  |  |  |  |  |  |  |  |  |  |  |  | Bản mẫu:Quân hàm và phù hiệu Lục quân Phi NATO/OF/Ukraina | Bản mẫu:Quân hàm và phù hiệu Lục quân Phi NATO/OF/Ukraina |

Hạ sĩ quan và binh sĩ
| Nhóm cấp bậc      | Cấp hạ sĩ quan cấp cao | Cấp hạ sĩ quan cấp cao | Cấp hạ sĩ quan cấp cao | Cấp hạ sĩ quan cấp cao | Cấp hạ sĩ quan cấp cao | Cấp hạ sĩ quan cấp cao | Cấp hạ sĩ quan cấp cao | Cấp hạ sĩ quan cấp cao | Cấp hạ sĩ quan cấp cao | Cấp hạ sĩ quan cấp cao | Cấp hạ sĩ quan cấp cao | Cấp hạ sĩ quan cấp cao | Cấp hạ sĩ quan cấp cao | Cấp hạ sĩ quan cấp cao | Cấp hạ sĩ quan cấp cao | Cấp hạ sĩ quan cấp cao | Cấp hạ sĩ quan cấp cao | Cấp hạ sĩ quan cấp cao | Cấp hạ sĩ quan cấp cao | Cấp hạ sĩ quan cấp cao | Cấp hạ sĩ quan cấp cao | Cấp hạ sĩ quan cấp cao | Cấp hạ sĩ quan cấp thấp | Cấp hạ sĩ quan cấp thấp | Cấp hạ sĩ quan cấp thấp | Cấp hạ sĩ quan cấp thấp | Cấp hạ sĩ quan cấp thấp | Cấp hạ sĩ quan cấp thấp | Cấp binh | Cấp binh | Cấp binh | Cấp binh | Cấp binh | Cấp binh | Cấp binh                                                  | Cấp binh                                                  |
| ----------------- | ---------------------- | ---------------------- | ---------------------- | ---------------------- | ---------------------- | ---------------------- | ---------------------- | ---------------------- | ---------------------- | ---------------------- | ---------------------- | ---------------------- | ---------------------- | ---------------------- | ---------------------- | ---------------------- | ---------------------- | ---------------------- | ---------------------- | ---------------------- | ---------------------- | ---------------------- | ----------------------- | ----------------------- | ----------------------- | ----------------------- | ----------------------- | ----------------------- | -------- | -------- | -------- | -------- | -------- | -------- | --------------------------------------------------------- | --------------------------------------------------------- |
| Shoulder insignia |                        |                        |                        |                        |                        |                        |                        |                        |                        |                        |                        |                        |                        |                        |                        |                        |                        |                        |                        |                        |                        |                        |                         |                         |                         |                         |                         |                         |          |          |          |          |          |          | Bản mẫu:Quân hàm và phù hiệu Hải quân Phi NATO/OR/Ukraina | Bản mẫu:Quân hàm và phù hiệu Hải quân Phi NATO/OR/Ukraina |

#### Thủy quân lục chiến, Hàng không Hải quân và Phòng thủ Bờ biển
Sĩ quan
Bản mẫu:Quân hàm và phù hiệu Hải quân Phi NATO/OR/Trống
| Shoulder insignia |  |                 |                 |                                     |                                     |                             |                             |                                     |                                     |                     |                     |                           |                           |             |             |                 |                 |                                      |                                      |                     |                     |                                        |                                        |                 |                 |                 |                 |                 |                 |                 |                 |                 |                 |                 |                 |
|                   |  | Генерал Heneral | Генерал Heneral | Генерал-лейтенант Heneral-leytenant | Генерал-лейтенант Heneral-leytenant | Генерал-майор Heneral-mayor | Генерал-майор Heneral-mayor | Бригадний генерал Bryhadnyy heneral | Бригадний генерал Bryhadnyy heneral | Полковник Polkovnyk | Полковник Polkovnyk | Підполковник Pidpolkovnyk | Підполковник Pidpolkovnyk | Майор Mayor | Майор Mayor | Капітан Kapitan | Капітан Kapitan | Старший лейтенант Starshyy leytenant | Старший лейтенант Starshyy leytenant | Лейтенант Leytenant | Лейтенант Leytenant | Молодший лейтенант Molodshyy leytenant | Молодший лейтенант Molodshyy leytenant | Kурсант Kursant | Kурсант Kursant | Kурсант Kursant | Kурсант Kursant | Kурсант Kursant | Kурсант Kursant | Kурсант Kursant | Kурсант Kursant | Kурсант Kursant | Kурсант Kursant | Kурсант Kursant | Kурсант Kursant |

Hạ sĩ quan và binh sĩ
| Nhóm cấp bậc      | Cấp hạ sĩ quan cấp cao                             | Cấp hạ sĩ quan cấp cao                             | Cấp hạ sĩ quan cấp cao                             | Cấp hạ sĩ quan cấp cao                            | Cấp hạ sĩ quan cấp cao                            | Cấp hạ sĩ quan cấp cao                            | Cấp hạ sĩ quan cấp cao           | Cấp hạ sĩ quan cấp cao           | Cấp hạ sĩ quan cấp cao      | Cấp hạ sĩ quan cấp cao      | Cấp hạ sĩ quan cấp cao             | Cấp hạ sĩ quan cấp cao             | Cấp hạ sĩ quan cấp cao             | Cấp hạ sĩ quan cấp cao             | Cấp hạ sĩ quan cấp cao             | Cấp hạ sĩ quan cấp cao             | Cấp hạ sĩ quan cấp cao            | Cấp hạ sĩ quan cấp cao            | Cấp hạ sĩ quan cấp cao            | Cấp hạ sĩ quan cấp cao            | Cấp hạ sĩ quan cấp cao            | Cấp hạ sĩ quan cấp cao            | Cấp hạ sĩ quan cấp thấp | Cấp hạ sĩ quan cấp thấp | Cấp hạ sĩ quan cấp thấp | Cấp hạ sĩ quan cấp thấp | Cấp hạ sĩ quan cấp thấp             | Cấp hạ sĩ quan cấp thấp             | Cấp binh                       | Cấp binh                       | Cấp binh                       | Cấp binh                       | Cấp binh                       | Cấp binh                       | Cấp binh      | Cấp binh      |
| ----------------- | -------------------------------------------------- | -------------------------------------------------- | -------------------------------------------------- | ------------------------------------------------- | ------------------------------------------------- | ------------------------------------------------- | -------------------------------- | -------------------------------- | --------------------------- | --------------------------- | ---------------------------------- | ---------------------------------- | ---------------------------------- | ---------------------------------- | ---------------------------------- | ---------------------------------- | --------------------------------- | --------------------------------- | --------------------------------- | --------------------------------- | --------------------------------- | --------------------------------- | ----------------------- | ----------------------- | ----------------------- | ----------------------- | ----------------------------------- | ----------------------------------- | ------------------------------ | ------------------------------ | ------------------------------ | ------------------------------ | ------------------------------ | ------------------------------ | ------------- | ------------- |
| Shoulder insignia |                                                    |                                                    |                                                    |                                                   |                                                   |                                                   |                                  |                                  |                             |                             |                                    |                                    |                                    |                                    |                                    |                                    |                                   |                                   |                                   |                                   |                                   |                                   |                         |                         |                         |                         |                                     |                                     |                                |                                |                                |                                |                                |                                |               |               |
| Sleeve insignia   |                                                    |                                                    |                                                    |                                                   |                                                   |                                                   |                                  |                                  |                             |                             |                                    |                                    |                                    |                                    |                                    |                                    |                                   |                                   |                                   |                                   |                                   |                                   |                         |                         |                         |                         |                                     |                                     |                                |                                |                                |                                |                                |                                |               |               |
|                   | Головний майстер-сержант Holovnyy mayster-serzhant | Головний майстер-сержант Holovnyy mayster-serzhant | Головний майстер-сержант Holovnyy mayster-serzhant | Старший майстер-сержант Starshyy mayster-serzhant | Старший майстер-сержант Starshyy mayster-serzhant | Старший майстер-сержант Starshyy mayster-serzhant | Майстер-сержант Mayster-serzhant | Майстер-сержант Mayster-serzhant | Штаб-сержант Shtab-serzhant | Штаб-сержант Shtab-serzhant | Головний сержант Holovnyy serzhant | Головний сержант Holovnyy serzhant | Головний сержант Holovnyy serzhant | Головний сержант Holovnyy serzhant | Головний сержант Holovnyy serzhant | Головний сержант Holovnyy serzhant | Старший сержант Starshyy serzhant | Старший сержант Starshyy serzhant | Старший сержант Starshyy serzhant | Старший сержант Starshyy serzhant | Старший сержант Starshyy serzhant | Старший сержант Starshyy serzhant | Сержант Serzhant        | Сержант Serzhant        | Сержант Serzhant        | Сержант Serzhant        | Молодший сержант Molodshyy serzhant | Молодший сержант Molodshyy serzhant | Старший солдат Starshyy soldat | Старший солдат Starshyy soldat | Старший солдат Starshyy soldat | Старший солдат Starshyy soldat | Старший солдат Starshyy soldat | Старший солдат Starshyy soldat | Солдат Soldat | Солдат Soldat |

## Hệ thống cấp bậc cũ

### Hệ thống 1991
Sau khi tuyên bố độc lập, hệ thống quân hàm Ukraina vẫn kế thừa hệ thống cấp bậc của Liên Xô cũ với một vài thay đổi nhỏ. Cấp bậc Nguyên soái không được sử dụng.
Sĩ quan
| Nhóm cấp bậc                                | Cấp soái                                    | Cấp soái                            | Cấp tướng                           | Cấp tướng                           | Cấp tướng                           | Cấp tướng                       | Cấp tướng                       | Cấp tướng                         | Cấp tướng                         | Cấp tướng                           | Cấp tá                              | Cấp tá                              | Cấp tá                              | Cấp tá                               | Cấp tá                               | Cấp tá                               | Cấp úy                               | Cấp úy                                 | Cấp úy                                 | Cấp úy                                 | Cấp úy                                 | Cấp úy          | Cấp úy          | Cấp úy          | Học viên sĩ quan | Học viên sĩ quan | Học viên sĩ quan | Học viên sĩ quan | Học viên sĩ quan | Học viên sĩ quan | Học viên sĩ quan | Học viên sĩ quan | Học viên sĩ quan | Học viên sĩ quan | Học viên sĩ quan | Học viên sĩ quan |
| ------------------------------------------- | ------------------------------------------- | ----------------------------------- | ----------------------------------- | ----------------------------------- | ----------------------------------- | ------------------------------- | ------------------------------- | --------------------------------- | --------------------------------- | ----------------------------------- | ----------------------------------- | ----------------------------------- | ----------------------------------- | ------------------------------------ | ------------------------------------ | ------------------------------------ | ------------------------------------ | -------------------------------------- | -------------------------------------- | -------------------------------------- | -------------------------------------- | --------------- | --------------- | --------------- | ---------------- | ---------------- | ---------------- | ---------------- | ---------------- | ---------------- | ---------------- | ---------------- | ---------------- | ---------------- | ---------------- | ---------------- |
| Lục quân Ukraina · (1991–2009)              |                                             |                                     |                                     |                                     |                                     |                                 |                                 |                                   |                                   |                                     |                                     |                                     |                                     |                                      |                                      |                                      |                                      |                                        |                                        |                                        |                                        |                 |                 |                 |                  |                  |                  |                  |                  |                  |                  |                  |                  |                  |                  |                  |
| Генерал армії України Heneral armii Ukrainy | Генерал армії України Heneral armii Ukrainy | Генерал-полковник Heneral-polkovnyk | Генерал-полковник Heneral-polkovnyk | Генерал-лейтенант Heneral-leytenant | Генерал-лейтенант Heneral-leytenant | Генерал-майор Heneral-mayor     | Генерал-майор Heneral-mayor     | Полковник Polkovnyk               | Полковник Polkovnyk               | Підполковник Pidpolkovnyk           | Підполковник Pidpolkovnyk           | Майор Mayor                         | Майор Mayor                         | Капітан Kapitan                      | Капітан Kapitan                      | Старший лейтенант Starshyy leytenant | Старший лейтенант Starshyy leytenant | Лейтенант Leytenant                    | Лейтенант Leytenant                    | Молодший лейтенант Molodshyy leytenant | Молодший лейтенант Molodshyy leytenant | Kурсант Kursant | Kурсант Kursant | Kурсант Kursant | Kурсант Kursant  | Kурсант Kursant  | Kурсант Kursant  | Kурсант Kursant  | Kурсант Kursant  | Kурсант Kursant  | Kурсант Kursant  | Kурсант Kursant  | Kурсант Kursant  |                  |                  |                  |
| Hải quân Ukraina · (1991–2009)              |                                             |                                     |                                     |                                     |                                     |                                 |                                 |                                   |                                   |                                     |                                     |                                     |                                     |                                      |                                      |                                      |                                      |                                        |                                        |                                        |                                        |                 |                 |                 |                  |                  |                  |                  |                  |                  |                  |                  |                  |                  |                  |                  |
| Адмірал Admiral                             | Адмірал Admiral                             | Віце-адмірал Vitse-admiral          | Віце-адмірал Vitse-admiral          | Контр-адмірал Kontr-admiral         | Контр-адмірал Kontr-admiral         | Капітан I рангу Kapitan I ranhu | Капітан I рангу Kapitan I ranhu | Капітан II рангу Kapitan II ranhu | Капітан II рангу Kapitan II ranhu | Капітан III рангу Kapitan III ranhu | Капітан III рангу Kapitan III ranhu | Капітан-лейтенант Kapitan-leytenant | Капітан-лейтенант Kapitan-leytenant | Старший лейтенант Starshyy leytenant | Старший лейтенант Starshyy leytenant | Лейтенант Leytenant                  | Лейтенант Leytenant                  | Молодший лейтенант Molodshyy leytenant | Молодший лейтенант Molodshyy leytenant | Kурсант Kursant                        | Kурсант Kursant                        | Kурсант Kursant | Kурсант Kursant | Kурсант Kursant | Kурсант Kursant  | Kурсант Kursant  | Kурсант Kursant  | Kурсант Kursant  | Kурсант Kursant  | Kурсант Kursant  | Kурсант Kursant  |                  |                  |                  |                  |                  |
| Không quân Ukraina · (1991–2009)            |                                             |                                     |                                     |                                     |                                     |                                 |                                 |                                   |                                   |                                     |                                     |                                     |                                     |                                      |                                      |                                      |                                      |                                        |                                        |                                        |                                        |                 |                 |                 |                  |                  |                  |                  |                  |                  |                  |                  |                  |                  |                  |                  |
| Генерал-полковник Heneral-polkovnyk         | Генерал-полковник Heneral-polkovnyk         | Генерал-полковник Heneral-polkovnyk | Генерал-полковник Heneral-polkovnyk | Генерал-майор Heneral-mayor         | Генерал-майор Heneral-mayor         | Полковник Polkovnyk             | Полковник Polkovnyk             | Підполковник Pidpolkovnyk         | Підполковник Pidpolkovnyk         | Майор Mayor                         | Майор Mayor                         | Капітан Kapitan                     | Капітан Kapitan                     | Старший лейтенант Starshyy leytenant | Старший лейтенант Starshyy leytenant | Лейтенант Leytenant                  | Лейтенант Leytenant                  | Молодший лейтенант Molodshyy leytenant | Молодший лейтенант Molodshyy leytenant | Kурсант Kursant                        | Kурсант Kursant                        | Kурсант Kursant | Kурсант Kursant | Kурсант Kursant | Kурсант Kursant  | Kурсант Kursant  | Kурсант Kursant  | Kурсант Kursant  | Kурсант Kursant  | Kурсант Kursant  | Kурсант Kursant  |                  |                  |                  |                  |                  |
| Nhóm cấp bậc                                | Cấp soái                                    | Cấp soái                            | Cấp tướng                           | Cấp tướng                           | Cấp tướng                           | Cấp tướng                       | Cấp tướng                       | Cấp tướng                         | Cấp tướng                         | Cấp tướng                           | Cấp tá                              | Cấp tá                              | Cấp tá                              | Cấp tá                               | Cấp tá                               | Cấp tá                               | Cấp úy                               | Cấp úy                                 | Cấp úy                                 | Cấp úy                                 | Cấp úy                                 | Cấp úy          | Cấp úy          | Cấp úy          | Học viên sĩ quan | Học viên sĩ quan | Học viên sĩ quan | Học viên sĩ quan | Học viên sĩ quan | Học viên sĩ quan | Học viên sĩ quan | Học viên sĩ quan | Học viên sĩ quan | Học viên sĩ quan | Học viên sĩ quan | Học viên sĩ quan |

Hạ sĩ quan và binh sĩ
| Nhóm cấp bậc                            | Cấp hạ sĩ quan cấp cao                  | Cấp hạ sĩ quan cấp cao                  | Cấp hạ sĩ quan cấp cao | Cấp hạ sĩ quan cấp cao | Cấp hạ sĩ quan cấp cao | Cấp hạ sĩ quan cấp cao                                      | Cấp hạ sĩ quan cấp cao                                      | Cấp hạ sĩ quan cấp cao               | Cấp hạ sĩ quan cấp cao               | Cấp hạ sĩ quan cấp cao                     | Cấp hạ sĩ quan cấp cao                     | Cấp hạ sĩ quan cấp cao                     | Cấp hạ sĩ quan cấp cao                     | Cấp hạ sĩ quan cấp cao                     | Cấp hạ sĩ quan cấp cao                     | Cấp hạ sĩ quan cấp cao                    | Cấp hạ sĩ quan cấp cao                    | Cấp hạ sĩ quan cấp cao                    | Cấp hạ sĩ quan cấp cao                    | Cấp hạ sĩ quan cấp cao                    | Cấp hạ sĩ quan cấp cao                    | Cấp hạ sĩ quan cấp cao         | Cấp hạ sĩ quan cấp thấp        | Cấp hạ sĩ quan cấp thấp        | Cấp hạ sĩ quan cấp thấp        | Cấp hạ sĩ quan cấp thấp | Cấp hạ sĩ quan cấp thấp | Cấp hạ sĩ quan cấp thấp | Cấp binh      | Cấp binh      | Cấp binh      | Cấp binh      | Cấp binh      | Cấp binh      | Cấp binh      | Cấp binh |
| --------------------------------------- | --------------------------------------- | --------------------------------------- | ---------------------- | ---------------------- | ---------------------- | ----------------------------------------------------------- | ----------------------------------------------------------- | ------------------------------------ | ------------------------------------ | ------------------------------------------ | ------------------------------------------ | ------------------------------------------ | ------------------------------------------ | ------------------------------------------ | ------------------------------------------ | ----------------------------------------- | ----------------------------------------- | ----------------------------------------- | ----------------------------------------- | ----------------------------------------- | ----------------------------------------- | ------------------------------ | ------------------------------ | ------------------------------ | ------------------------------ | ----------------------- | ----------------------- | ----------------------- | ------------- | ------------- | ------------- | ------------- | ------------- | ------------- | ------------- | -------- |
| Lục quân Ukraina · (1991–2009)          |                                         |                                         |                        |                        |                        |                                                             |                                                             |                                      |                                      |                                            |                                            |                                            |                                            |                                            |                                            |                                           |                                           |                                           |                                           |                                           |                                           |                                |                                |                                |                                |                         |                         |                         |               |               |               |               |               |               |               |          |
| Старший прапорщик Starshyi praporshchyk | Старший прапорщик Starshyi praporshchyk | Старший прапорщик Starshyi praporshchyk | Прапорщик Praporshchyk | Прапорщик Praporshchyk | Прапорщик Praporshchyk | Старшина Starshyna                                          | Старшина Starshyna                                          | Старший сержант Starshyi serzhant    | Старший сержант Starshyi serzhant    | Сержант Serzhant                           | Сержант Serzhant                           | Сержант Serzhant                           | Сержант Serzhant                           | Сержант Serzhant                           | Сержант Serzhant                           | Молодший сержант Molodshyi serzhant       | Молодший сержант Molodshyi serzhant       | Молодший сержант Molodshyi serzhant       | Молодший сержант Molodshyi serzhant       | Молодший сержант Molodshyi serzhant       | Молодший сержант Molodshyi serzhant       | Старший солдат Starshyi soldat | Старший солдат Starshyi soldat | Старший солдат Starshyi soldat | Старший солдат Starshyi soldat | Солдат Soldat           | Солдат Soldat           | Солдат Soldat           | Солдат Soldat | Солдат Soldat | Солдат Soldat | Солдат Soldat | Солдат Soldat | Солдат Soldat | Солдат Soldat |          |
| Hải quân Ukraina · (1991–2009)          |                                         |                                         |                        |                        |                        |                                                             |                                                             |                                      |                                      |                                            |                                            |                                            |                                            |                                            |                                            |                                           |                                           |                                           |                                           |                                           |                                           |                                |                                |                                |                                |                         |                         |                         |               |               |               |               |               |               |               |          |
| Старший мічман Starshyi michman         | Старший мічман Starshyi michman         | Старший мічман Starshyi michman         | Мічман Michman         | Мічман Michman         | Мічман Michman         | Головний корабельний старшина Holovnyy korabelnyi starshyna | Головний корабельний старшина Holovnyy korabelnyi starshyna | Головний старшина Holovnyi starshyna | Головний старшина Holovnyi starshyna | Старшина 1-ої статті Starshyna 1-oi statti | Старшина 1-ої статті Starshyna 1-oi statti | Старшина 1-ої статті Starshyna 1-oi statti | Старшина 1-ої статті Starshyna 1-oi statti | Старшина 1-ої статті Starshyna 1-oi statti | Старшина 1-ої статті Starshyna 1-oi statti | Старшина 2ої статті Starshyna 2-oi statti | Старшина 2ої статті Starshyna 2-oi statti | Старшина 2ої статті Starshyna 2-oi statti | Старшина 2ої статті Starshyna 2-oi statti | Старшина 2ої статті Starshyna 2-oi statti | Старшина 2ої статті Starshyna 2-oi statti | Старший матрос Starshyi matros | Старший матрос Starshyi matros | Старший матрос Starshyi matros | Старший матрос Starshyi matros | Матрос Matros           | Матрос Matros           | Матрос Matros           | Матрос Matros | Матрос Matros | Матрос Matros | Матрос Matros | Матрос Matros | Матрос Matros | Матрос Matros |          |
| Không quân Ukraina · (1991–2009)        |                                         |                                         |                        |                        |                        |                                                             |                                                             |                                      |                                      |                                            |                                            |                                            |                                            |                                            |                                            |                                           |                                           |                                           |                                           |                                           |                                           |                                |                                |                                |                                |                         |                         |                         |               |               |               |               |               |               |               |          |
| Старший прапорщик Starshyi praporshchyk | Старший прапорщик Starshyi praporshchyk | Старший прапорщик Starshyi praporshchyk | Прапорщик Praporshchyk | Прапорщик Praporshchyk | Прапорщик Praporshchyk | Старшина Starshyna                                          | Старшина Starshyna                                          | Старший сержант Starshyi serzhant    | Старший сержант Starshyi serzhant    | Сержант Serzhant                           | Сержант Serzhant                           | Сержант Serzhant                           | Сержант Serzhant                           | Сержант Serzhant                           | Сержант Serzhant                           | Молодший сержант Molodshyi serzhant       | Молодший сержант Molodshyi serzhant       | Молодший сержант Molodshyi serzhant       | Молодший сержант Molodshyi serzhant       | Молодший сержант Molodshyi serzhant       | Молодший сержант Molodshyi serzhant       | Старший солдат Starshyi soldat | Старший солдат Starshyi soldat | Старший солдат Starshyi soldat | Старший солдат Starshyi soldat | Солдат Soldat           | Солдат Soldat           | Солдат Soldat           | Солдат Soldat | Солдат Soldat | Солдат Soldat | Солдат Soldat | Солдат Soldat | Солдат Soldat | Солдат Soldat |          |
| Nhóm cấp bậc                            | Cấp hạ sĩ quan cấp cao                  | Cấp hạ sĩ quan cấp cao                  | Cấp hạ sĩ quan cấp cao | Cấp hạ sĩ quan cấp cao | Cấp hạ sĩ quan cấp cao | Cấp hạ sĩ quan cấp cao                                      | Cấp hạ sĩ quan cấp cao                                      | Cấp hạ sĩ quan cấp cao               | Cấp hạ sĩ quan cấp cao               | Cấp hạ sĩ quan cấp cao                     | Cấp hạ sĩ quan cấp cao                     | Cấp hạ sĩ quan cấp cao                     | Cấp hạ sĩ quan cấp cao                     | Cấp hạ sĩ quan cấp cao                     | Cấp hạ sĩ quan cấp cao                     | Cấp hạ sĩ quan cấp cao                    | Cấp hạ sĩ quan cấp cao                    | Cấp hạ sĩ quan cấp cao                    | Cấp hạ sĩ quan cấp cao                    | Cấp hạ sĩ quan cấp cao                    | Cấp hạ sĩ quan cấp cao                    | Cấp hạ sĩ quan cấp cao         | Cấp hạ sĩ quan cấp thấp        | Cấp hạ sĩ quan cấp thấp        | Cấp hạ sĩ quan cấp thấp        | Cấp hạ sĩ quan cấp thấp | Cấp hạ sĩ quan cấp thấp | Cấp hạ sĩ quan cấp thấp | Cấp binh      | Cấp binh      | Cấp binh      | Cấp binh      | Cấp binh      | Cấp binh      | Cấp binh      | Cấp binh |

### Những phương án cải tổ 2009 và 2016
Năm 2009, một hệ thống cấp bậc mới được đề xuất. Những học viên tốt nghiệp khóa đầu tiên của Trung tâm Huấn luyện Trung sĩ của Lực lượng Vũ trang Ukraina ở Kharkiv đã ngay lập tức trở thành những trung sĩ chuyên nghiệp đầu tiên sử dụng bộ cấp hiệu mới này.
| The new insignia of the ground forces and the Air Force of Ukraine (from general of the army to senior soldier) | The new insignia of the Ukrainian Naval Force (from admiral to junior lieutenant) |
| --- | --------------------------------------------------------------------------------- |
| |                                                                                   |

Sự đổi mới này nhằm vào các tiêu chuẩn của NATO. Các cấp hiệu được thay đổi danh xưng cho gần giống với NATO, ví dụ cấp hiệu mới của cấp bậc Thiếu tướng đã được sử dụng 2 sao thay vì 1 sao như cấp hiệu cũ. Một số cấp bậc mới được đề ra như cấp bậc Chuẩn tướng. Các biểu tượng truyền thống cũ được được đưa vào mẫu thiết kế cấp hiệu, nhằm loại trừ hoàn toàn các ảnh hưởng thiết kế thời Liên Xô.
Những cấp hiệu thử nghiệm này không bao giờ được sử dụng rộng rãi và bị bỏ rơi ngay sau đó. Cho đến năm 2015, quân đội Ukraina vẫn tiếp tục sử dụng hệ thống cấp hiệu và cấp bậc theo kiểu Liên Xô cũ. Dù vậy, một số đề xuất ở hệ thống cấp bậc hạ sĩ quan đã được bổ sung và thay thế dần hệ thống cấp hiệu cũ.
| Project of the new insignia of the ground forces and the Air Force of Ukraine (Old ranks system) | Project of the new insignia of the ground forces and the Air Force of Ukraine (Expanded ranks system) |
| ------------------------------------------------------------------------------------------------ | --- |
|                                                                                                  | |

| Adopted new insignia of the ground forces and the Air Force of Ukraine for 2016 (Expanded ranks system) |
| --- |
| |

Cuối tháng 7 năm 2015, Tổng thống Petro Poroshenko tuyên bố rằng Ukraina cần đưa ra các cấp bậc quân sự mới đáp ứng các truyền thống của quân đội Ukraina "và tương ứng với cơ cấu của các cấp bậc quân sự của NATO ". Tuy nhiên, những đề xuất khi đó vẫn chỉ là sao chép hệ thống cấp bậc quân sự của Liên Xô cũ và không liên quan gì đến hệ thống cấp bậc của NATO - sự đổi mới duy nhất chỉ ở hình thức cấp hiệu cầu vai.
Đề xuất năm 2016 cuối cùng đã thay đổi hệ thống danh xưng cấp bậc để phù hợp với hệ thống của NATO, lấy ý tưởng tôn vinh truyền thống của người Cossacks Ukraina và quân đội độc lập Ukraina, Quân đội nhân dân Ukraina trong Nội chiến Nga và Chiến tranh giành độc lập Ukraina và quân nổi dậy Ukraina trong Chiến tranh thế giới thứ hai. Những điều chỉnh này được xác định là phù hợp với Lực lượng vũ trang Ukraina hiện đại trong thế kỷ 21.
| Project of the new insignia of the Navy of Ukraine (Sea ratings and other ranks of the shore establishment) | Project of the new insignia of the Navy of Ukraine (officer ranks) | Navy sleeve insignia |
| --- | ------------------------------------------------------------------ | -------------------- |
| |                                                                    |                      |

## Hệ thống cấp bậc quân sự hiện đại trong lịch sử của Ukraina

### 1918–1921
Sĩ quan
| Nhóm cấp bậc                          | Cấp soái                            | Cấp soái                           | Cấp tướng                          | Cấp tướng                           | Cấp tướng                           | Cấp tướng                             | Cấp tướng                             | Cấp tướng                             | Cấp tướng                             | Cấp tướng                             | Cấp tá                                | Cấp tá              | Cấp tá              | Cấp tá              | Cấp tá              | Cấp tá              | Cấp úy              | Cấp úy                    | Cấp úy                    | Cấp úy                    | Cấp úy                    | Cấp úy                    | Cấp úy                    | Cấp úy                    | Học viên sĩ quan          | Học viên sĩ quan          | Học viên sĩ quan          | Học viên sĩ quan          | Học viên sĩ quan          | Học viên sĩ quan          | Học viên sĩ quan          | Học viên sĩ quan | Học viên sĩ quan | Học viên sĩ quan | Học viên sĩ quan | Học viên sĩ quan |
| ------------------------------------- | ----------------------------------- | ---------------------------------- | ---------------------------------- | ----------------------------------- | ----------------------------------- | ------------------------------------- | ------------------------------------- | ------------------------------------- | ------------------------------------- | ------------------------------------- | ------------------------------------- | ------------------- | ------------------- | ------------------- | ------------------- | ------------------- | ------------------- | ------------------------- | ------------------------- | ------------------------- | ------------------------- | ------------------------- | ------------------------- | ------------------------- | ------------------------- | ------------------------- | ------------------------- | ------------------------- | ------------------------- | ------------------------- | ------------------------- | ---------------- | ---------------- | ---------------- | ---------------- | ---------------- |
| Ukrainian People's Army · (1919–1920) |                                     |                                    |                                    |                                     |                                     |                                       |                                       |                                       |                                       |                                       |                                       |                     |                     |                     |                     |                     |                     |                           |                           |                           |                           |                           |                           |                           |                           |                           |                           |                           |                           |                           |                           |                  |                  |                  |                  |                  |
| Генерал-полковник Heneral-polkovnyk   | Генерал-полковник Heneral-polkovnyk | Генерал-поручник Heneral-poruchnyk | Генерал-поручник Heneral-poruchnyk | Генерал-хорунжий Heneral-khorunzhyi | Генерал-хорунжий Heneral-khorunzhyi | Полковник Polkovnyk                   | Полковник Polkovnyk                   | Підполковник Pidpolkovnyk             | Підполковник Pidpolkovnyk             | Сотник Sotnyk                         | Сотник Sotnyk                         | Поручник Poruchnyk  | Поручник Poruchnyk  | Поручник Poruchnyk  | Хорунжий Khorunzhyi | Хорунжий Khorunzhyi | Хорунжий Khorunzhyi | Підхорунжий Pidkhorunzhyi | Підхорунжий Pidkhorunzhyi | Підхорунжий Pidkhorunzhyi | Підхорунжий Pidkhorunzhyi | Підхорунжий Pidkhorunzhyi | Підхорунжий Pidkhorunzhyi | Підхорунжий Pidkhorunzhyi | Підхорунжий Pidkhorunzhyi | Підхорунжий Pidkhorunzhyi | Підхорунжий Pidkhorunzhyi | Підхорунжий Pidkhorunzhyi | Підхорунжий Pidkhorunzhyi |                           |                           |                  |                  |                  |                  |                  |
| Ukrainian People's Navy · (1918–1921) |                                     |                                    |                                    |                                     |                                     |                                       |                                       |                                       |                                       |                                       |                                       |                     |                     |                     |                     |                     |                     |                           |                           |                           |                           |                           |                           |                           |                           |                           |                           |                           |                           |                           |                           |                  |                  |                  |                  |                  |
| Адмірал Admiral                       | Адмірал Admiral                     | Віце-адмірал Vitse-admiral         | Віце-адмірал Vitse-admiral         | Контр-адмірал Kontr-admiral         | Контр-адмірал Kontr-admiral         | Капітан 1-го рангу Kapitan 1-ho ranhu | Капітан 1-го рангу Kapitan 1-ho ranhu | Капітан 2-го рангу Kapitan 2-ho ranhu | Капітан 2-го рангу Kapitan 2-ho ranhu | Старший лейтенант Starshyi leitenant  | Старший лейтенант Starshyi leitenant  | Лейтенант Leitenant | Лейтенант Leitenant | Лейтенант Leitenant | Мічман Michman      | Мічман Michman      | Мічман Michman      | Гардемарин Gardemarin     | Гардемарин Gardemarin     | Гардемарин Gardemarin     | Гардемарин Gardemarin     | Гардемарин Gardemarin     | Гардемарин Gardemarin     | Гардемарин Gardemarin     | Гардемарин Gardemarin     | Гардемарин Gardemarin     | Гардемарин Gardemarin     | Гардемарин Gardemarin     | Гардемарин Gardemarin     |                           |                           |                  |                  |                  |                  |                  |
| Nhóm cấp bậc                          | Cấp soái                            | Cấp soái                           | Cấp tướng                          | Cấp tướng                           | Cấp tướng                           | Cấp tướng                             | Cấp tướng                             | Cấp tướng                             | Cấp tướng                             | Cấp tướng                             | Cấp tá                                | Cấp tá              | Cấp tá              | Cấp tá              | Cấp tá              | Cấp tá              | Cấp úy              | Cấp úy                    | Cấp úy                    | Cấp úy                    | Cấp úy                    | Cấp úy                    | Cấp úy                    | Cấp úy                    | Học viên sĩ quan          | Học viên sĩ quan          | Học viên sĩ quan          | Học viên sĩ quan          | Học viên sĩ quan          | Học viên sĩ quan          | Học viên sĩ quan          | Học viên sĩ quan | Học viên sĩ quan | Học viên sĩ quan | Học viên sĩ quan | Học viên sĩ quan |
| Ukrainian Galician Army · (1918–1919) |                                     |                                    |                                    |                                     |                                     |                                       |                                       |                                       |                                       |                                       |                                       |                     |                     |                     |                     |                     |                     |                           |                           |                           |                           |                           |                           |                           |                           |                           |                           |                           |                           |                           |                           |                  |                  |                  |                  |                  |
| Генерал-сотник Heneral-sotnyk         | Генерал-сотник Heneral-sotnyk       | Генерал-поручник Heneral-poruchnyk | Генерал-поручник Heneral-poruchnyk | Генерал-чотар Heneral-chotar        | Генерал-чотар Heneral-chotar        | Полковник Polkovnyk                   | Полковник Polkovnyk                   | Підполковник Pidpolkovnyk             | Підполковник Pidpolkovnyk             | Отаман Otaman                         | Отаман Otaman                         | Сотник Sotnyk       | Сотник Sotnyk       | Поручник Poruchnyk  | Поручник Poruchnyk  | Чотар Chotar        | Чотар Chotar        | Хорунжий Khorunzhyi       | Хорунжий Khorunzhyi       | Підхорунжий Pidkhorunzhyi | Підхорунжий Pidkhorunzhyi | Підхорунжий Pidkhorunzhyi | Підхорунжий Pidkhorunzhyi | Підхорунжий Pidkhorunzhyi | Підхорунжий Pidkhorunzhyi | Підхорунжий Pidkhorunzhyi | Підхорунжий Pidkhorunzhyi | Підхорунжий Pidkhorunzhyi | Підхорунжий Pidkhorunzhyi | Підхорунжий Pidkhorunzhyi | Підхорунжий Pidkhorunzhyi |                  |                  |                  |                  |                  |
| Nhóm cấp bậc                          | Cấp soái                            | Cấp soái                           | Cấp tướng                          | Cấp tướng                           | Cấp tướng                           | Cấp tướng                             | Cấp tướng                             | Cấp tướng                             | Cấp tướng                             | Cấp tướng                             | Cấp tá                                | Cấp tá              | Cấp tá              | Cấp tá              | Cấp tá              | Cấp tá              | Cấp úy              | Cấp úy                    | Cấp úy                    | Cấp úy                    | Cấp úy                    | Cấp úy                    | Cấp úy                    | Cấp úy                    | Học viên sĩ quan          | Học viên sĩ quan          | Học viên sĩ quan          | Học viên sĩ quan          | Học viên sĩ quan          | Học viên sĩ quan          | Học viên sĩ quan          | Học viên sĩ quan | Học viên sĩ quan | Học viên sĩ quan | Học viên sĩ quan | Học viên sĩ quan |
| Ukrainian Soviet Army · (1918–1919)   |                                     |                                    |                                    |                                     |                                     |                                       |                                       |                                       |                                       |                                       |                                       |                     |                     |                     |                     |                     |                     |                           |                           |                           |                           |                           |                           |                           |                           |                           |                           |                           |                           |                           |                           |                  |                  |                  |                  |                  |
| Комфронта Komfronta                   | Комфронта Komfronta                 | Командарм Komandarm                | Командарм Komandarm                | Комкор Komkor                       | Комкор Komkor                       | Комдив Komdiv                         | Комдив Komdiv                         | Комбриг Kombrig                       | Комбриг Kombrig                       | Комполка/Полковник Kompolka/Polkovnik | Комполка/Полковник Kompolka/Polkovnik | Комбат Kombat       | Комбат Kombat       | Помкомбат Pomkombat | Помкомбат Pomkombat | Комроты Komroty     | Комроты Komroty     | Помкомроты Pomkomroty     | Помкомроты Pomkomroty     | Помкомроты Pomkomroty     | Комвзвода Komvzvoda       | Комвзвода Komvzvoda       | Комвзвода Komvzvoda       |                           |                           |                           |                           |                           |                           |                           |                           |                  |                  |                  |                  |                  |

Hạ sĩ quan và binh sĩ
| Nhóm cấp bậc                          | Cấp hạ sĩ quan cấp cao               | Cấp hạ sĩ quan cấp cao               | Cấp hạ sĩ quan cấp cao              | Cấp hạ sĩ quan cấp cao              | Cấp hạ sĩ quan cấp cao              | Cấp hạ sĩ quan cấp cao              | Cấp hạ sĩ quan cấp cao              | Cấp hạ sĩ quan cấp cao              | Cấp hạ sĩ quan cấp cao    | Cấp hạ sĩ quan cấp cao    | Cấp hạ sĩ quan cấp cao    | Cấp hạ sĩ quan cấp cao    | Cấp hạ sĩ quan cấp cao | Cấp hạ sĩ quan cấp cao | Cấp hạ sĩ quan cấp cao | Cấp hạ sĩ quan cấp cao | Cấp hạ sĩ quan cấp cao     | Cấp hạ sĩ quan cấp cao     | Cấp hạ sĩ quan cấp cao              | Cấp hạ sĩ quan cấp cao              | Cấp hạ sĩ quan cấp cao              | Cấp hạ sĩ quan cấp cao              | Cấp hạ sĩ quan cấp thấp             | Cấp hạ sĩ quan cấp thấp             | Cấp hạ sĩ quan cấp thấp | Cấp hạ sĩ quan cấp thấp | Cấp hạ sĩ quan cấp thấp | Cấp hạ sĩ quan cấp thấp | Cấp binh    | Cấp binh    | Cấp binh    | Cấp binh    | Cấp binh    | Cấp binh    | Cấp binh    | Cấp binh    |
| ------------------------------------- | ------------------------------------ | ------------------------------------ | ----------------------------------- | ----------------------------------- | ----------------------------------- | ----------------------------------- | ----------------------------------- | ----------------------------------- | ------------------------- | ------------------------- | ------------------------- | ------------------------- | ---------------------- | ---------------------- | ---------------------- | ---------------------- | -------------------------- | -------------------------- | ----------------------------------- | ----------------------------------- | ----------------------------------- | ----------------------------------- | ----------------------------------- | ----------------------------------- | ----------------------- | ----------------------- | ----------------------- | ----------------------- | ----------- | ----------- | ----------- | ----------- | ----------- | ----------- | ----------- | ----------- |
| Ukrainian People's Army · (1919–1920) |                                      |                                      |                                     |                                     |                                     |                                     |                                     |                                     |                           |                           |                           |                           |                        |                        |                        |                        |                            |                            |                                     |                                     |                                     |                                     |                                     |                                     |                         |                         |                         |                         |             |             |             |             |             |             |             |             |
| Бунчужний Bunchuzhnyi                 | Бунчужний Bunchuzhnyi                | Бунчужний Bunchuzhnyi                | Бунчужний Bunchuzhnyi               | Бунчужний Bunchuzhnyi               | Бунчужний Bunchuzhnyi               | Чотовий Chotovyi                    | Чотовий Chotovyi                    | Чотовий Chotovyi                    | Чотовий Chotovyi          | Чотовий Chotovyi          | Чотовий Chotovyi          | Ройовий Royovyi           | Ройовий Royovyi        | Ройовий Royovyi        | Ройовий Royovyi        | Гуртковий Hurtkovyi    | Гуртковий Hurtkovyi        | Гуртковий Hurtkovyi        | Гуртковий Hurtkovyi                 | Гуртковий Hurtkovyi                 | Гуртковий Hurtkovyi                 | Козак Kozak                         | Козак Kozak                         |                                     |                         |                         |                         |                         |             |             |             |             |             |             |             |             |
| Ukrainian People's Navy · (1918–1921) |                                      |                                      |                                     |                                     |                                     |                                     |                                     |                                     |                           |                           |                           |                           |                        |                        |                        |                        |                            |                            |                                     |                                     |                                     |                                     |                                     |                                     |                         |                         |                         |                         |             |             |             |             |             |             |             |             |
| Кондуктор Konduktor                   | Кондуктор Konduktor                  | Кондуктор Konduktor                  | Кондуктор Konduktor                 | Кондуктор Konduktor                 | Кондуктор Konduktor                 | Боцман Botsman                      | Боцман Botsman                      | Боцман Botsman                      | Боцман Botsman            | Боцман Botsman            | Боцман Botsman            | Боцманмат Botsmanmat      | Боцманмат Botsmanmat   | Боцманмат Botsmanmat   | Боцманмат Botsmanmat   | Мат Mat                | Мат Mat                    | Мат Mat                    | Мат Mat                             | Мат Mat                             | Мат Mat                             | Матрос Matros                       | Матрос Matros                       |                                     |                         |                         |                         |                         |             |             |             |             |             |             |             |             |
| Nhóm cấp bậc                          | Cấp hạ sĩ quan cấp cao               | Cấp hạ sĩ quan cấp cao               | Cấp hạ sĩ quan cấp cao              | Cấp hạ sĩ quan cấp cao              | Cấp hạ sĩ quan cấp cao              | Cấp hạ sĩ quan cấp cao              | Cấp hạ sĩ quan cấp cao              | Cấp hạ sĩ quan cấp cao              | Cấp hạ sĩ quan cấp cao    | Cấp hạ sĩ quan cấp cao    | Cấp hạ sĩ quan cấp cao    | Cấp hạ sĩ quan cấp cao    | Cấp hạ sĩ quan cấp cao | Cấp hạ sĩ quan cấp cao | Cấp hạ sĩ quan cấp cao | Cấp hạ sĩ quan cấp cao | Cấp hạ sĩ quan cấp cao     | Cấp hạ sĩ quan cấp cao     | Cấp hạ sĩ quan cấp cao              | Cấp hạ sĩ quan cấp cao              | Cấp hạ sĩ quan cấp cao              | Cấp hạ sĩ quan cấp cao              | Cấp hạ sĩ quan cấp thấp             | Cấp hạ sĩ quan cấp thấp             | Cấp hạ sĩ quan cấp thấp | Cấp hạ sĩ quan cấp thấp | Cấp hạ sĩ quan cấp thấp | Cấp hạ sĩ quan cấp thấp | Cấp binh    | Cấp binh    | Cấp binh    | Cấp binh    | Cấp binh    | Cấp binh    | Cấp binh    | Cấp binh    |
| Ukrainian Galician Army · (1918–1919) |                                      |                                      |                                     |                                     |                                     |                                     |                                     |                                     |                           |                           |                           |                           |                        |                        |                        |                        |                            |                            |                                     |                                     |                                     |                                     |                                     |                                     |                         |                         |                         |                         |             |             |             |             |             |             | No insignia | No insignia |
| Ukrainian Galician Army · (1918–1919) | Булавний десятник Bulavnyy desyatnyk | Булавний десятник Bulavnyy desyatnyk | Старший десятник Starshyy desyatnyk | Старший десятник Starshyy desyatnyk | Старший десятник Starshyy desyatnyk | Старший десятник Starshyy desyatnyk | Старший десятник Starshyy desyatnyk | Старший десятник Starshyy desyatnyk | Десятник Desyatnyk        | Десятник Desyatnyk        | Десятник Desyatnyk        | Десятник Desyatnyk        | Десятник Desyatnyk     | Десятник Desyatnyk     | Вістун Vistun          | Вістун Vistun          | Вістун Vistun              | Вістун Vistun              | Старший стрілець Starshyy striletsʹ | Старший стрілець Starshyy striletsʹ | Старший стрілець Starshyy striletsʹ | Старший стрілець Starshyy striletsʹ | Старший стрілець Starshyy striletsʹ | Старший стрілець Starshyy striletsʹ | Стрілець Striletsʹ      | Стрілець Striletsʹ      |                         |                         |             |             |             |             |             |             |             |             |
| Nhóm cấp bậc                          | Cấp hạ sĩ quan cấp cao               | Cấp hạ sĩ quan cấp cao               | Cấp hạ sĩ quan cấp cao              | Cấp hạ sĩ quan cấp cao              | Cấp hạ sĩ quan cấp cao              | Cấp hạ sĩ quan cấp cao              | Cấp hạ sĩ quan cấp cao              | Cấp hạ sĩ quan cấp cao              | Cấp hạ sĩ quan cấp cao    | Cấp hạ sĩ quan cấp cao    | Cấp hạ sĩ quan cấp cao    | Cấp hạ sĩ quan cấp cao    | Cấp hạ sĩ quan cấp cao | Cấp hạ sĩ quan cấp cao | Cấp hạ sĩ quan cấp cao | Cấp hạ sĩ quan cấp cao | Cấp hạ sĩ quan cấp cao     | Cấp hạ sĩ quan cấp cao     | Cấp hạ sĩ quan cấp cao              | Cấp hạ sĩ quan cấp cao              | Cấp hạ sĩ quan cấp cao              | Cấp hạ sĩ quan cấp cao              | Cấp hạ sĩ quan cấp thấp             | Cấp hạ sĩ quan cấp thấp             | Cấp hạ sĩ quan cấp thấp | Cấp hạ sĩ quan cấp thấp | Cấp hạ sĩ quan cấp thấp | Cấp hạ sĩ quan cấp thấp | Cấp binh    | Cấp binh    | Cấp binh    | Cấp binh    | Cấp binh    | Cấp binh    | Cấp binh    | Cấp binh    |
| Ukrainian Soviet Army · (1918–1919)   |                                      |                                      |                                     |                                     |                                     |                                     |                                     |                                     |                           |                           |                           |                           |                        |                        |                        |                        |                            |                            |                                     |                                     |                                     |                                     |                                     |                                     |                         |                         |                         |                         | No insignia | No insignia | No insignia | No insignia | No insignia | No insignia | No insignia | No insignia |
| Ukrainian Soviet Army · (1918–1919)   | Старшина Starshina                   | Старшина Starshina                   | Старшина Starshina                  | Старшина Starshina                  | Старшина Starshina                  | Старшина Starshina                  | Помкомвзвода Pomkomvzvoda           | Помкомвзвода Pomkomvzvoda           | Помкомвзвода Pomkomvzvoda | Помкомвзвода Pomkomvzvoda | Помкомвзвода Pomkomvzvoda | Помкомвзвода Pomkomvzvoda | Комот Komot            | Комот Komot            | Комот Komot            | Комот Komot            | Красноармеец Krasnoarmeets | Красноармеец Krasnoarmeets | Красноармеец Krasnoarmeets          | Красноармеец Krasnoarmeets          | Красноармеец Krasnoarmeets          | Красноармеец Krasnoarmeets          | Красноармеец Krasnoarmeets          | Красноармеец Krasnoarmeets          |                         |                         |                         |                         |             |             |             |             |             |             |             |             |

### 1940–1949
Sĩ quan
| Nhóm cấp bậc                           | Cấp soái                            | Cấp soái                    | Cấp tướng                   | Cấp tướng                           | Cấp tướng                           | Cấp tướng           | Cấp tướng           | Cấp tướng                 | Cấp tướng                 | Cấp tướng   | Cấp tá      | Cấp tá        | Cấp tá        | Cấp tá             | Cấp tá             | Cấp tá             | Cấp úy              | Cấp úy              | Cấp úy              | Cấp úy                    | Cấp úy                    | Cấp úy                    | Cấp úy                    | Cấp úy                    | Học viên sĩ quan          | Học viên sĩ quan          | Học viên sĩ quan          | Học viên sĩ quan          | Học viên sĩ quan          | Học viên sĩ quan          | Học viên sĩ quan          | Học viên sĩ quan | Học viên sĩ quan | Học viên sĩ quan | Học viên sĩ quan | Học viên sĩ quan |
| -------------------------------------- | ----------------------------------- | --------------------------- | --------------------------- | ----------------------------------- | ----------------------------------- | ------------------- | ------------------- | ------------------------- | ------------------------- | ----------- | ----------- | ------------- | ------------- | ------------------ | ------------------ | ------------------ | ------------------- | ------------------- | ------------------- | ------------------------- | ------------------------- | ------------------------- | ------------------------- | ------------------------- | ------------------------- | ------------------------- | ------------------------- | ------------------------- | ------------------------- | ------------------------- | ------------------------- | ---------------- | ---------------- | ---------------- | ---------------- | ---------------- |
| Ukrainian Insurgent Army · (1942–1949) |                                     |                             |                             |                                     |                                     |                     |                     |                           |                           |             |             |               |               |                    |                    |                    |                     |                     |                     |                           |                           |                           |                           |                           |                           |                           |                           |                           |                           |                           |                           |                  |                  |                  |                  |                  |
| Генерал-полковник Heneral-polkovnyk    | Генерал-полковник Heneral-polkovnyk | Генерал-майор Heneral-mayor | Генерал-майор Heneral-mayor | Генерал-хорунжий Heneral-Khorunzhyi | Генерал-хорунжий Heneral-Khorunzhyi | Полковник Polkovnyk | Полковник Polkovnyk | Підполковник Pidpolkovnyk | Підполковник Pidpolkovnyk | Майор Mayor | Майор Mayor | Сотник Sotnyk | Сотник Sotnyk | Поручник Poruchnyk | Поручник Poruchnyk | Поручник Poruchnyk | Хорунжий Khorunzhyi | Хорунжий Khorunzhyi | Хорунжий Khorunzhyi | Підхорунжий Pidkhorunzhyi | Підхорунжий Pidkhorunzhyi | Підхорунжий Pidkhorunzhyi | Підхорунжий Pidkhorunzhyi | Підхорунжий Pidkhorunzhyi | Підхорунжий Pidkhorunzhyi | Підхорунжий Pidkhorunzhyi | Підхорунжий Pidkhorunzhyi | Підхорунжий Pidkhorunzhyi | Підхорунжий Pidkhorunzhyi | Підхорунжий Pidkhorunzhyi | Підхорунжий Pidkhorunzhyi |                  |                  |                  |                  |                  |

Hạ sĩ quan và binh sĩ
| Nhóm cấp bậc                           | Cấp hạ sĩ quan cấp cao | Cấp hạ sĩ quan cấp cao | Cấp hạ sĩ quan cấp cao | Cấp hạ sĩ quan cấp cao | Cấp hạ sĩ quan cấp cao | Cấp hạ sĩ quan cấp cao | Cấp hạ sĩ quan cấp cao | Cấp hạ sĩ quan cấp cao | Cấp hạ sĩ quan cấp cao | Cấp hạ sĩ quan cấp cao | Cấp hạ sĩ quan cấp cao | Cấp hạ sĩ quan cấp cao | Cấp hạ sĩ quan cấp cao | Cấp hạ sĩ quan cấp cao | Cấp hạ sĩ quan cấp cao | Cấp hạ sĩ quan cấp cao | Cấp hạ sĩ quan cấp cao | Cấp hạ sĩ quan cấp cao       | Cấp hạ sĩ quan cấp cao       | Cấp hạ sĩ quan cấp cao       | Cấp hạ sĩ quan cấp cao       | Cấp hạ sĩ quan cấp cao       | Cấp hạ sĩ quan cấp thấp      | Cấp hạ sĩ quan cấp thấp | Cấp hạ sĩ quan cấp thấp | Cấp hạ sĩ quan cấp thấp | Cấp hạ sĩ quan cấp thấp | Cấp hạ sĩ quan cấp thấp | Cấp binh | Cấp binh | Cấp binh | Cấp binh | Cấp binh | Cấp binh | Cấp binh | Cấp binh |
| -------------------------------------- | ---------------------- | ---------------------- | ---------------------- | ---------------------- | ---------------------- | ---------------------- | ---------------------- | ---------------------- | ---------------------- | ---------------------- | ---------------------- | ---------------------- | ---------------------- | ---------------------- | ---------------------- | ---------------------- | ---------------------- | ---------------------------- | ---------------------------- | ---------------------------- | ---------------------------- | ---------------------------- | ---------------------------- | ----------------------- | ----------------------- | ----------------------- | ----------------------- | ----------------------- | -------- | -------- | -------- | -------- | -------- | -------- | -------- | -------- |
| Ukrainian Insurgent Army · (1942–1949) |                        |                        |                        |                        |                        |                        |                        |                        |                        |                        |                        |                        |                        |                        |                        |                        |                        |                              |                              |                              |                              |                              |                              |                         |                         |                         |                         |                         |          |          |          |          |          |          |          |          |
| Бунчужний Bunchuzhnyi                  | Бунчужний Bunchuzhnyi  | Бунчужний Bunchuzhnyi  | Бунчужний Bunchuzhnyi  | Бунчужний Bunchuzhnyi  | Бунчужний Bunchuzhnyi  | Чотовий Chotovyi       | Чотовий Chotovyi       | Чотовий Chotovyi       | Чотовий Chotovyi       | Чотовий Chotovyi       | Чотовий Chotovyi       | Ройовий Royovyi        | Ройовий Royovyi        | Ройовий Royovyi        | Ройовий Royovyi        | Вістун Vistun          | Вістун Vistun          | Старший козак Starshyi kozak | Старший козак Starshyi kozak | Старший козак Starshyi kozak | Старший козак Starshyi kozak | Старший козак Starshyi kozak | Старший козак Starshyi kozak | Козак Kozak             | Козак Kozak             |                         |                         |                         |          |          |          |          |          |          |          |          |